# Gustave Eiffel Francia Óvoda, Általános Iskola és Gimnázium
A Gustave Eiffel Francia Óvoda, Általános Iskola és Gimnázium (hivatalos, francia nevén: Lycée Français Gustave Eiffel de Budapest) nemzetközi magániskola Budapesten. Óvodától érettségiig szolgálja ki tanulóit. Az iskola igazgatója Corinne Gacel. Nagyjából 750 tanulóval rendelkezik, akik 40 országból származnak.

## Története
Az iskolát 1962-ben nyitották meg, 1993-ig Budapesti Francia Iskola néven működött és jogi helyzete kérdéses volt. Az 1980-as években kezdett el a francia közösségen kívüli diákok felé is megnyílni az intézmény. 1992-ben a Francia Intézet épületébe költözött a LFGEB, a magyar kormány is támogatta pénzügyileg. Új épületébe az iskola 2002-ben költözött, mikor már 700 diákot tanítottak. Napjainkban a tanulók 45%-a magyar, 20%-a francia-magyar, illetve 20%-a francia és a II. kerületben található.

## Vezetőség
Az iskola vezetőségéhez az alábbi négy személy tartozik:
- Corinne Gacel – igazgató
- Raphaël Beurtin – általános iskolai igazgató
- Szabóné Szerdahelyi Rita – adminisztratív igazgatóhelyettes
- Xavier de Torres – ügyvezető igazgató

## Tandíjak
A 2025–2026-os tanévre a tandíjak tagozatoktól függenek. Az óvoda évente 2,114 millió, az alsó tagozat 2,211 millió, illetve a felső tagozat és a gimnáziumi oktatás 2,7 millió forintba kerül. Mindezek mellett van egy 400 ezer forintos beiratkozási díj is.